# 山下美智代
山下 美智代（やました みちよ、11月21日 - ）は、南日本放送（MBC）の専属MBCタレント。ラジオパーソナリティ。鹿児島県鹿児島市出身。愛称は「ホルちゃん」。

## 略歴
旧姓の吉永美千代として、1982年（昭和57年）4月1日からポニーメイツ第1期生としてMBC南日本放送に入社し、1984年（昭和59年）3月30日まで所属。活動直前の1982年（昭和57年）3月から、ポニーメイツとしてのインタビューの研修を鹿児島市で行われる「木市」の会場において行う。
ポニーメイツ終了後は1990年代までMBCのテレビ番組やラジオ番組において、幅広くタレント活動を行う。ラジオ番組『希望のリボン』では、2011年（平成23年）3月28日から土曜日以外を担当し、2020年（令和2年）4月4日より全ての曜日を担当しており、それ以外ではラジオショッピングを中心に不定期で出演している。

## 人物
南日本書道会に所属しており、書道教室も行っている。そのため、山下が書道の先生としてラジオ番組『城山スズメ』に出演した際には、出演者やスタッフで書き初めを行った。
秀樹に会いたいという一心で放送業界に入ったほど西城秀樹の大ファンであり、ラジオ番組で西城と共演してから親交を深め2001年（平成13年）の結婚式にも招待された。ラジオ番組『うまか情報局』では、山下と2人でパーソナリティを担当するMBCアナウンサーの城光寺剛がゴールデンタイムのテレビ番組『どーんと鹿児島』の企画でジョー・フラメンコとして歌手デビューした際、西城秀樹の弟・妹コンテストを真似た企画「ジョーの弟・妹コンテスト」を番組イベントとして山下の発案で行い、選ばれた弟や妹たちはMBC本社の7階ホールにおいて、派手な西城秀樹のような踊りをジョーに似た服を着て、歌唱するジョーの後ろで踊った。
西城が亡くなった後、2018年（平成30年）5月21日にMBCラジオで放送された特別番組『ミュージック・エクスプレス～一生青春！ありがとう秀樹さん～』では、西城と長年親交の深い人物として抜擢され、古川廣生と2人で司会を務めた。
西城の誕生日である4月13日には毎年、山下が一番好きな黄色いバラを西城宅へ贈っているため、西城の妻である木本美紀からは手書きのお礼状も送られてきており、西城の結婚披露宴会場で撮って貰った写真は、山下宅の玄関に飾られ続けている。

## 出演番組
- 希望のリボン
- 快適生活ラジオショッピング
- うまか情報局[1]
- 瀬川洋一郎のさわやかワイド[1]